# سفتلانا كوزنتسوفا
سفتلانا كوزنتسوفا (بالروسية: Светлана Александровна) (مواليد 27 يونيو 1985 في سانت بطرسبرغ)، هي لاعبة كرة مضرب روسية بدأت مسيرتها كمحترفة سنة 2000 تلعب باليد اليمنى. هي إحدى بطلات الجراند سلام. أعلى تصنيف لها في الفردي كان المركز الـ 2 في سنة 2007. أعلى تصنيف لها في الزوجي كان المركز الـ 3 في سنة 2004. شاركت في دورة الألعاب الأولمبية الصيفية. فازت بجائزة أفضل قادمة جديدة من قبل رابطة محترفات التنس.

## بطولات حققتها
- دورة رولان غاروس الدولية
- بطولة أستراليا المفتوحة للتنس
- بطولة أمريكا المفتوحة للتنس

## الخط الزمني للأداء
مفتاح
| ف | ن | ن.ن | ر.ن | د# | د.م | ل | أ.أ | ت | غ | ب | ف | ذ | م.خ | ل.ت |

(ف) فاز بالبطولة (ن) وصل النهائي (ن.ن) نصف النهائي (ر.ن) ربع النهائي (د#) الأدوار الأربعة الأولى (د.م) دور المجموعات (ل) شارك في كأس ديفيز (أ.أ) خرج من الأدوار الاولى (ت) خسر التصفيات التأهيلية (غ) غاب عن الحدث أو البطولة (ب) حصل على ميدالية برونزية (ف) حصل على ميدالية فضية (ذ) حصل على ميدالية ذهبية (م.خ) بطولة الماسترز خُفضت إلى مرتبة أقل (ل.ت) البطولة لم تعقد في السنة المعينة.
لتجنب الارتباك وازدواجية الحساب، يتم تحديث هذه المعلومات إما في نهاية البطولة، أو عندما تكون مشاركة اللاعب في البطولة قد انتهت.
| الدورة                        | 2000 | 2001 | 2002  | 2003  | 2004  | 2005  | 2006  | 2007  | 2008  | 2009  | 2010  | 2011  | 2012  | 2013  | 2014  | 2015  | 2016 | فوز / مشاركة | ف-خ     |
| ----------------------------- | ---- | ---- | ----- | ----- | ----- | ----- | ----- | ----- | ----- | ----- | ----- | ----- | ----- | ----- | ----- | ----- | ---- | ------------ | ------- |
| بطولة أستراليا المفتوحة للتنس | غ    | غ    | د2    | د1    | د3    | ر.ن   | د4    | د4    | د3    | ر.ن   | د4    | د4    | د3    | ر.ن   | د1    | د1    | د2   | 0 / 15       | 32–15   |
| دورة رولان غاروس الدولية      | غ    | غ    | ت2    | د1    | د4    | د4    | ن     | ر.ن   | ن.ن   | ف     | د3    | ر.ن   | د4    | ر.ن   | ر.ن   | د2    |      | 1 / 13       | 46–12   |
| بطولة ويمبلدون                | غ    | غ    | ت     | ر.ن   | د1    | ر.ن   | د3    | ر.ن   | د4    | د3    | د2    | د3    | د1    | غ     | د1    | د2    |      | 0 / 12       | 23–12   |
| أمريكا المفتوحة               | غ    | غ    | د3    | د3    | ف     | د1    | د4    | ن     | د3    | د4    | د4    | د4    | غ     | د3    | د1    | د1    |      | 1 / 13       | 33–12   |
| فوز-خسارة                     | 0–0  | 0–0  | 3–2   | 6–4   | 12–3  | 11–4  | 14–4  | 17–4  | 12–4  | 16–4  | 9–4   | 12–4  | 5–3   | 10–3  | 4–4   | 2–4   | 1–1  | 2 / 53       | 134–51  |
| إجمالي فوز-خسارة              | 6–5  | 16–6 | 48–15 | 26–18 | 60–23 | 29–17 | 60–20 | 55–20 | 44–21 | 43–16 | 26–17 | 34–21 | 16–13 | 36–19 | 27–19 | 14–12 | 7–2  | 547–264      | 547–264 |
| تصنيف نهاية العام             | 889  | 259  | 43    | 36    | 5     | 18    | 4     | 2     | 8     | 3     | 27    | 19    | 72    | 21    | 28    | 25    |      |              |         |

## روابط خارجية
- سفتلانا كوزنتسوفا على موقع IMDb (الإنجليزية)
- سفتلانا كوزنتسوفا على موقع إن إن دي بي (الإنجليزية)
- سفتلانا كوزنتسوفا على موقع قاعدة بيانات الفيلم (الإنجليزية)
- سفتلانا كوزنتسوفا على موقع رابطة محترفات التنس (الإنجليزية)
- سفتلانا كوزنتسوفا على موقع الاتحاد الدولي لكرة المضرب (الإنجليزية)
- سفتلانا كوزنتسوفا على موقع كأس بيلي جين كينغ (الإنجليزية)
- سفتلانا كوزنتسوفا على موقع بطولة ويمبلدون (الإنجليزية)
- سفتلانا كوزنتسوفا على موقع خلاصة التنس.كوم (الإنجليزية)
- سفتلانا كوزنتسوفا على موقع إي إس بي إن.كوم (الإنجليزية)
- سفتلانا كوزنتسوفا على موقع اللجنة الأولمبية الدولية (الإنجليزية)
- سفتلانا كوزنتسوفا على موقع أوليمبيديا (الإنجليزية)

## روابط إيضافية
- الموقع الرسمي
- Svetlana Kuznetsova على موقع رابطة محترفات كرة المضرب
- سفتلانا كوزنتسوفا في الاتحاد الدولي لكرة المضرب